# كستناوات الحصان
كستناوات الحصان أو القندليات (الاسم العلمي: Hippocastanoideae) هي أسرة من النباتات تتبع فصيلة الصابونية من الرتبة الصابونيات.

## من أجناسها
- كستناء الحصان
- القيقب
- Billia
- Dipteronia
- Handeliodendron